# 3913 Chemin
3913 Chemin eller 1986 XO2 är en asteroid i huvudbältet som upptäcktes den 2 december 1986 av CERGA-observatoriet i Nice. Den är uppkallad efter astronomerna Henriette och Robert Chemin.